# Cryptococcus terreus
Cryptococcus terreus är en svampart som beskrevs av Di Menna 1954. Cryptococcus terreus ingår i släktet Cryptococcus och familjen Tremellaceae.   Inga underarter finns listade i Catalogue of Life.